# Futebol Clube Barreirense
El FC Barreirense es un equipo de fútbol de Portugal que juega en la Liga Regional de Setubal, la quinta división nacional.

## Historia
Fue fundado el 11 de abril de 1911 en la ciudad de Barreiro como un club miltideportivo que tiene secciones en kick-boxing, gimnasia, ajedrez, pero sus secciones más exitosas son fútbol y baloncesto. 
Es un de los equipos de fútbol con más participaciones en la Primeira Liga, en la cual han participado en 24 ocasiones, así como varias participaciones en la Copa de Portugal. Su mejor ubicación en la Primeira Liga fue cuarto lugar en la temporada 1969/70, con lo que clasificó a su primer torneo internacional, la Copa de Ferias de la temporada 1970/71, en la que fue eliminado por el NK Dinamo Zagreb de Yugoslavia.

## Palmarés
- II Divisão: 7

1942/43, 1950/51, 1959/60, 1961/62, 1966/67, 1968/69, 2004/05
- Primera División de Setúbal: 1

2014/15
- Copa de la Federación Portuguesa: 1

1976/77
- Copa Ribeiro dos Reis: 1

1967/68

## Participación en competiciones de la UEFA
| Temporada | Torneo         | Ronda | Club             | Casa | Visita | Global |
| --------- | -------------- | ----- | ---------------- | ---- | ------ | ------ |
| 1970/71   | Copa de Ferias | 1     | NK Dinamo Zagreb | 2-0  | 1-6    | 3-6    |